# 幻梦境
幻夢境（英語：Dreamlands、Dream Cycle）是由霍華德·菲利普·洛夫克拉夫特所创作的一系列幻想小說中的虛構世界。其重要的構成元素在其发表于1926年的長篇小說《夢尋祕境卡達斯》有詳細的描寫。幻夢境是潛意識与想像力構成的平行空間，其中的物理法則跟現實有極大差距，在其中夢境就是真實。

## 進入幻夢境的方法

### 作夢
要到幻夢境最方便的方式是經由作夢，一個途徑是走下七十階淺眠的階梯（the seventy steps of light slumber）進入火燄洞窟（Cavern of Flame）去見兩位守門人Nasht和Kaman-Thah，經過他們的同意再走下七百階深眠的階梯（the seven hundred steps of deeper slumber），打開通往幻夢境的迷魅森林（Enchanted Wood）的大門。
另一條路是在夢中的懸崖邊，向着無盡的虛空一躍而下，身旁會有不可思議甚至駭人的黑暗無形（dark shapeless）、闪耀的光球（faintly glowing spheres），以及狂笑的有翼之物（laughing winged things），然後會見到一个發光的裂隙，經此進入幻夢境。
若造夢者是在海邊，在夢中可能會有白船來接他進入幻夢境，白船停泊於幻夢境中的大部分港口，船長瞭解幻夢境的各地風俗情況（地球上）。

### 經由空間的縫隙
若是要用肉身進入，食屍鬼的巢穴中往往有連接幻夢境的通道，此外謠傳現實中某處的樹海有與迷魅森林相連的空間，而在中亞的山脈中有與冷原（The Plateau of Leng）相連的洞穴，除了這些之外，還有許多通往異空間的門可以前往幻夢境。

## 造夢者
在現實中造夢者（Dreamer）可能是個不得意的人，但只要擁有豐富的想像力并接受夢境的合理性，造夢者可以創造土地、宮殿、財寶，若是有夠強的執念的話，甚至可以在肉身死去之後在幻夢境中永生。另一方面，越是接受成人世界的一切（如科學邏輯），則會失去作夢的能力，另外若是在幻夢境的冒險中死亡，則夢中的自我也死亡，就不能再经由作夢進入。對有些造夢者，如倫道夫·卡特，追回其逝去的夢中世界是其終身的目標。

## 幻夢境
由人類的潛意識構成的平行空間，在其中人類可以互相溝通(不論語言)，登上月球只需要海船，地球是平面，生活方式仍是中世纪。

### 地区
- 塞勒菲斯城（Celephais）
- 迷魅森林（Enchanted Wood）
- 卡达斯（Kadath）
- 冷原（The Plateau of Leng）
- 纳斯峡谷（The Vale of Pnath）
- 兹恩洞穴（The Vault of Zin）

### 種族
- 人類
- 食屍鬼：信仰古神諾登斯的食屍鬼在地底有不少聚落。
- 貓；在幻夢境具有空間跳躍的能力隨時都能跳到月面並在地球上大部分地點出現，另外他們有組織軍團，由主據點烏撒（Ulthar）的貓將軍統領。
- 月獸（Moonbeast）；建造巨大的有星際航行能力黑色戰艦的生物，體形像蟾蜍、嘴旁有觸手，一口就能吞噬冒險者，是奈亚拉托提普的手下。
- zoog：褐色長得像囓齒類的肉食動物，群居在迷魅森林。剛進入幻夢境的冒險者若是在林中過夜就有遇難的可能。會用林中特產的真菌釀酒，跟zoog交情夠好的话，可以得到這種珍酿。

### 神祇
大部分的舊日支配者與外神都不會在幻夢境活動，除了跟人類意識有關的奈亞拉托提普。許多地球神祇會在此現身並活動，包括了貓神芭絲特。

### 其他
FGO2020泳装活动《从者夏令营～迦勒底惊魂夜～》登场从者艾比盖儿·威廉斯（泳装）的演出宝具设计灵感参考“幻梦境”场景。

## 相關小說
可參見洛夫克拉夫特作品列表。
- 《北極星》 (1918)
- 《翻越睡夢之牆》(1919)
- 《降臨在鹿野苑的災難》 (1919)
- 《白船》(1919)
- 《烏撒的貓》 (1920)
- 《塞勒菲斯》(1920)
- 《其它神》 (1921)
- 《許普諾斯》(1922)
- 《夢尋祕境卡達斯》(1926)
- 《銀鑰匙》 (1926)
- 《霧中怪屋》 (1926)
- 《穿越銀鑰匙之門》 (1932)
- 《魔女屋中之夢》 (1933)